# As the Gods Will
As the Gods Will (Japans: 神さまの言うとおり, Kami-sama no Iu Toori) is een Japanse manga-horrorfilm uit 2014. Deze werd geregisseerd door Takashi Miike en is gebaseerd op de gelijknamige televisieserie.

## Synopsis
Shun is een verveelde scholier die zijn dagen doorkomt met gewelddadige computerspellen. Op een dag komt hij op school en komt een dodelijk spel terecht. Hij moet samen met vrienden en medeleerlingen kinderspelletjes spelen, bijvoorbeeld rood licht groen licht, waarbij de minste fout onmiddellijk tot de dood leidt. Hierbij moeten ze het o.a. opnemen tegen een dodelijke darumapop en een maneki neko.